# Saga Fredgren
Saga Fredgren, född den 2 februari 2006, är en svensk fotbollsspelare som representerar Alingsås IF FF.

## Biografi
Fredgren började som femåring spela fotboll i Munkedals IF. Efter några år i klubben IK Rössö Uddevalla bytte hon till Alingsås IF FF och tog med dem klivet upp till damallsvenskan. Hon har även representerat det svenska damlandslaget på U17- och U19-nivå.